# Grande-amakihi
O grande-amakihi, Viridonia sagittirostris é uma espécie de ave da família Fringillidae endêmica do Havaí. Era encontrada somente ao longo do rio Wailuku acima de Hilo na ilha de Havaí. A espécie foi registrada pela última vez em 1901 e é considerada como extinta. Um dos fatores que levam a extinção foi a perda do habitat para a agricultura.